# Passaggio da oriente
Passaggio da oriente è un 33 giri realizzato da Tullio De Piscopo e diffuso nell'estate del 1985 dalla EMI Italiana di Milano.

## Descrizione
Il disco contiene brani di genere Italo-Disco o Funk. Radio Africa, il cui sottotitolo ripete, come intercalare, una frase originale di Totò, fu tra i successi del Festivalbar 1985.
L'album, pur non riscontrando un grande successo di vendite, rimase comunque nelle classifiche italiane per buona parte dell'estate.

## Tracce
Lato A
1. Radio Africa (A-A-Ammesso e non concesso) – 4:51
2. E fatto 'e sorde, eh? (Money Money) – 5:08
3. Luna nova – 4:31
4. Eastern Passage – 4:20

Durata totale: 18:50
Lato B
1. You Know What I Mean – 4:29
2. Guru-Guru-He – 4:20
3. Andalouse – 4:05
4. No Jazz – 3:42

Durata totale: 16:36

## Formazione
- Tullio De Piscopo – voce, cori, programmazione, percussioni, batteria, sintetizzatore,  tom tom, rullante, tabla, bonghi, tammorra
- Corrado Rustici – chitarra elettrica, programmazione
- Massimo Volpe – sintetizzatore, tastiera, pianoforte
- Vittorio Pepe – basso
- David Sancious – sintetizzatore, programmazione, tastiera, basso
- Francesco Puglisi – basso addizionale
- Marcello Coleman, Margherita Ricciardelli, Junior Magli, Enrico Landi – cori